# Magnéto d'allumage
Pour les articles homonymes, voir Magnéto.
 (mars 2018).
Si vous disposez d'ouvrages ou d'articles de référence ou si vous connaissez des sites web de qualité traitant du thème abordé ici, merci de compléter l'article en donnant les références utiles à sa vérifiabilité et en les liant à la section « Notes et références ».
 (mars 2018).

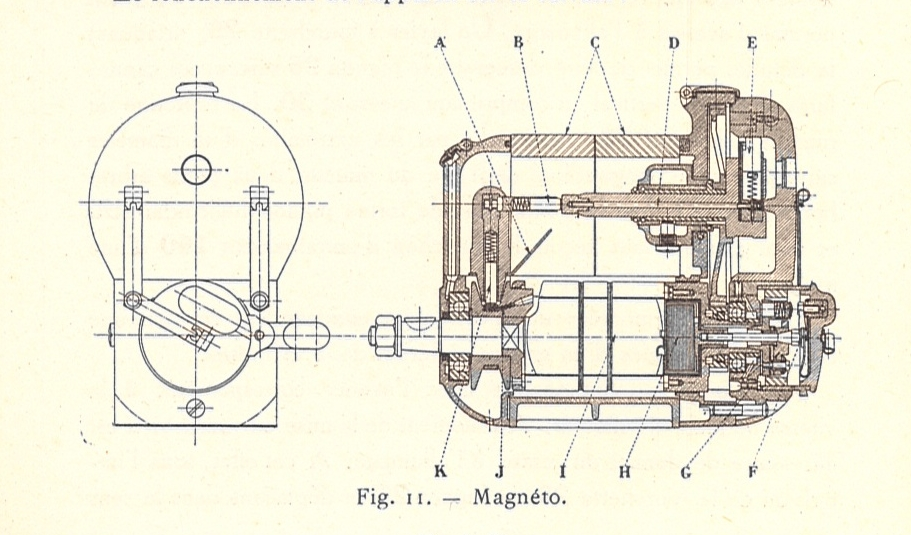
Magnétos d'allumage Renault.

Une magnéto d'allumage est une génératrice transformant l'énergie mécanique issue de la rotation du moteur en énergie électrique par l'intermédiaire d'un aimant fixe dans lequel tourne une bobine. Elle reprend le principe proposé par André-Marie Ampère vers 1830, puis perfectionné au cours du XIXe siècle.
Dans le domaine automobile, le courant électrique produit permet de créer une étincelle dans la chambre de combustion qui enflamme le mélange air-essence d'un moteur à allumage commandé.
Il a existé d'autres types de magnétos utilisant le même principe (aimant et bobine),
notamment 
- en téléphonie analogique dite « à batterie locale » :
  - fixe pour créer un signal électrique permettant d'alerter une opératrice[2]....
  - de campagne (militaires temporaires ou installations ferroviaires).
- en pyrotechnie ou dynamitage (pour allumer la poudre noire)

## Utilisation actuelle
Utilisées dans les moteurs à explosion (automobiles, etc.) pour produire l'étincelle indispensable pour enflammer le carburant (dans le cas de l'essence), les magnétos sont aujourd'hui utilisées pour tester les bougies et pour faire fonctionner les moteurs anciens : voitures de collection, motos, cyclomoteurs ou  moteurs agricoles (exemple : moteur Bernard).
Sur les moteurs d'avion à pistons, les magnétos sont encore majoritairement montées en série. Dans ce cas précis, elles sont généralement au nombre de deux pour assurer une redondance en cas de panne. Les magnétos sont principalement utilisées sur les moteurs d'avion à quatre temps.

## Historique et principe de fonctionnement
La production d'une étincelle dans le mélange gazeux air-carburant nécessite une tension élevée (environ 20 000 V en pratique) : un arc électrique s’établit alors brièvement entre les électrodes de la bougie d’allumage et enflamme le mélange air-carburant.
Dans son principe premier, la magnéto récupère l'énergie de rotation du moteur pour produire l'énergie électrique avec une basse tension, alimentant un dispositif créant une étincelle par un rupteur situé au niveau du cylindre.
Dès 1884, l'inventeur Fernand Forest crée la première magnéto basse tension.
En 1900, est mise au point la première magnéto « intégrée » produisant une tension suffisante pour alimenter l'allumage. Elle a dû être perfectionnée ensuite pour être réellement utilisable, puis a été supplantée par la bobine d'allumage dans les années 1920, elle-même abandonnée depuis au profit de l'allumage électronique.
Dans sa version aboutie, la magnéto est constituée de :
– un inducteur (aimant fixe ou « stator ») ;
– un induit, qui produit le courant comprenant un bobinage primaire et un secondaire
– un condensateur ;
– un rupteur, voire un distributeur.
La tension nécessaire à la production de l'étincelle est obtenue par le processus suivant :
- Le moteur à combustion entraîne dans sa rotation le rotor (ou induit) de la magnéto. Celui-ci, en rotation entre les pôles d'aimants permanents, induit un courant électrique alternatif sinusoidal dans le bobinage primaire (c'est la magnéto « de base »).
- Le rupteur coupe brutalement le courant lorsque celui-ci est maximal. Il s'ensuit dans le circuit primaire un courant d'auto-induction de même sens que celui qui vient d’être coupé, mais à haute tension.
- Le condensateur (inclus à la magneto, en parallèle du circuit primaire) absorbe rapidement ce courant, évitant la dispersion de l'énergie par une étincelle dans le rupteur, qui provoquerait son usure très rapidement : c'est notamment l'absence de condensateur qui a ralenti le développement de la magnéto au XIXe siècle.
- Le bobinage secondaire, relié en série avec le bobinage primaire, subit simultanément la même élévation du potentiel électrique (d'autant plus élevée que la rupture est brutale grâce au condensateur). C'est le courant de ce circuit qui est acheminé jusqu'au distributeur, et permet d'alimenter successivement les allumeurs du moteur (bougies).

## Principaux constructeurs
- Bosch
- Magneti-Marelli
- Ducellier
- Slick
- Bendix
- Novi